# Ivan (певец)
Хуан Карлос Рамос Вакеро, также известный как Iván (исп. Juan Carlos Ramos Vaquero; 17 июля 1962) — испанский певец и композитор.

## Биография
Рос в пригороде Мадрида Алькорконе. В детстве заинтересовался музыкой благодаря отцу, любившему играть на гитаре и научившему сына. Учился в католической школе, где был солистом церковного хора. Кроме того, в детстве занимался футболом, играл в одной из детских команд «Реала».
В возрасте 17 лет Ivan записал на CBS Records свой первый сингл, Sin Amor, представлявший собой испанскую версию песни Dschinghis Khan. Сингл достиг вершины в еженедельном испанском хит-параде LOS40 радиостанции Los 40 Principales.
После серии синглов, ставших чарт-топперами в Испании и Латинской Америке, он двинулся в более музыкальном направлении и записал альбом Fotonovela, который стал номером один во Франции, Германии, Бельгии, Голландии, Португалии и Люксембурге, и был продан по всему миру свыше 6 млн.экз. 
После некоторого перерыва Ivan вернулся с новым потрясающим альбомом, который предварялся синглом, «Para Hacerte Mas Feliz».

## Личная жизнь
Женат. Дочь — Наталия Рамос, американская актриса.

## Дискография

### Альбомы
- Sin amor (1979)
- Baila (1985)
- Hey mademoiselle! (1986)

### Синглы
- Sin amor (1979)
- Soñarte (1980)
- Te quierro tanto (1980)
- Te agradezco (1981)
- Oh Gaby (Oh, Gaby, Gaby) (1982)
- Bajo los caracoles de tus cabellos (1982)
- Fotonovela (1984)
- Baila (1985)
- Pon la radio (1985)
- Hey mademoiselle! (1986)
- Fotonovela (summer remix) (1989)